# Omelnîce, Kozelșciîna
Omelnîce (în ucraineană Омельниче) este un sat în așezarea urbană Kozelșciîna din regiunea Poltava, Ucraina.

## Demografie
Componența lingvistică a localității Omelnîce
     Ucraineană (94,83%)
     Rusă (4,31%)
     Alte limbi (0,86%)
Conform recensământului din 2001, majoritatea populației localității Omelnîce era vorbitoare de ucraineană (94,83%), existând în minoritate și vorbitori de rusă (4,31%).